# Diana Aksamit
Diana Aksamit – polska pedagog, doktor habilitowany nauk społecznych.

## Życiorys
W 2011 r. ukończyła studia pedagogiki specjalnej w Akademii Pedagogiki Specjalnej im. Marii Grzegorzewskiej w Warszawie, w 2014 r. obroniła pracę doktorską pt. Kulturowo - psychologiczne uwarunkowania postaw społecznych wobec osób z niepełnosprawnością intelektualną w Polsce i na Litwie, której promotorem był dr hab. Andrzej Giryński, w 2022 r. habilitowała się na podstawie pracy zatytułowanej Oblicza ojcostwa. Studium narracji ojców dorosłych osób z głęboką niepełnosprawnością intelektualną.
Została pracownikiem naukowym na Akademii Pedagogiki Specjalnej im. Marii Grzegorzewskiej.